# Gdańscy ludzie morza w XVI-XVIII w.
Gdańscy ludzie morza w XVI-XVIII w. – książka Marii Boguckiej wydana w 1984 roku w Gdańsku nakładem Wydawnictwa Morskiego (seria "Historia morska"). Autorka na podstawie licznych źródeł archiwalnych opisuje życie gdańskich marynarzy, ich rekrutację, zasięg podróży, życie codzienne na statku, a także niebezpieczeństwa związane z ówczesną żeglugą. Nakład: 14750 + 250 egz.